# Ярослав Мстиславич Красный
Ярослав (в крещении Гавриил) Мстиславич Красный (умер в 1199) — князь Переяславль-Залесский в 1178—1187 годах, Новгородский в 1176 году, Волоколамский в 1177—1178 годах, Переяславский с 1187 года, сын Мстислава Юрьевича и племянник Всеволода Большое Гнездо.

## Биография
В 1176 году после утверждения на владимирском великокняжеском столе Всеволода Большое Гнездо новгородцы изгнали Мстислава Ростиславича, обратились к Всеволоду за князем и тот дал им Ярослава. Однако, после неудачного выступления Ростиславичей против Всеволода с помощью Глеба Рязанского (1177) Мстислав через Смоленск вернулся в Новгород, Ярослав уехал в Волок Ламский. Вскоре город был разорён Всеволодом (1178), однако, вслед за этим в Новгороде княжили смоленские Ростиславичи: сначала Роман (1179), затем Мстислав (1180).
По смерти в Переяславе-Южном бездетным другого своего племянника, Владимира Глебовича (1187), Всеволод послал на переяславское княжение Ярослава, которое тот и занимал до своей смерти в 1199 году. Вскоре после его смерти в Переяславль был направлен сын Всеволода Ярослав.
Сведения о семье и потомках отсутствуют.